# 沃佳納河 (貝克河支流)
沃佳納河（烏克蘭語：Водяна），是烏克蘭的河流，位於該國東部頓涅茨克州，流經波克羅夫斯克區，屬於貝克河的右支流，河畔城鎮有克里沃里日亚、多布羅皮利亞、沃江斯凱、斯維特萊和比利茨凯。